# Đu đủ
Đu đủ hay thù đủ (danh pháp khoa học: Carica papaya) là một cây thuộc họ Đu đủ, bộ Cải. Đây là cây thân thảo to, không hoặc ít khi có nhánh, cao từ 3–10 m. Lá to hình chân vịt, cuống dài, đường kính 50–70 cm, có khoảng 7 khía. Hoa trắng hay xanh, đài nhỏ, vành to năm cánh. Quả đu đủ to tròn, dài, khi chín mềm, hạt màu nâu hoặc đen tùy từng loại giống, có nhiều hạt.
Đu đủ thường được ăn xanh như một loại rau (làm nộm và hầm) và ăn chín như một loại trái cây. Trong quả đu đủ có một enzyme gọi là papain, một loại protease có tác dụng làm mềm thịt và các chất protein khác, do đó đu đủ xanh thường được hầm chung với thịt giúp thịt nhanh mềm.
Đu đủ là thứ quả được dùng trong mâm ngũ quả ngày Tết của người Nam Bộ Việt Nam (gồm các thứ quả mãng cầu, sung, dừa, đu đủ, xoài). Theo quan niệm của người miền Nam, cách đọc ghép tên loại quả này nghe giống như "cầu sung vừa đủ xài".

## Mô tả
Đu đủ là một loại cây nhỏ, nhánh thưa thớt, thường chỉ có một thân, chiều cao khoảng 3, hoặc 5 đến 10 m (16 đến 33 ft), lá cây sắp xếp xoắn ốc tập trung ở phần ngọn của thân cây. Phần thân cây có sẹo (mô thực vật) là nơi sinh ra lá và quả. Các lá lớn, đường kính 50–70 cm (20–28 in), lá hình dạng thùy, với bảy thùy. Tất cả các bộ phận của cây đều chứa mủ với các chuỗi tế bào tiết mủ liên kết. Hoa đu đủ có năm cánh và có mức độ dị hình giới tính cao; các hoa đực có các nhị hợp với các cánh hoa. Hoa cái có một bầu nhụy phía trên và năm cánh hoa xoắn nối với nhau ở phần gốc.:235 Những bông hoa có mùi thơm dịu, nở vào ban đêm và thụ phấn nhờ gió hoặc côn trùng.
Quả là một loại quả mọng lớn và dài khoảng 15–45 cm (5,9–17,7 in) và đường kính 10–30 cm (3,9–11,8 in).:88 Khi quả chín, sờ vào quả thấy mềm (mềm như bơ chín), vỏ của nó có màu từ hổ phách đến màu cam, dọc theo thành của khoang lớn ở giữa quả có nhiều hạt màu đen.

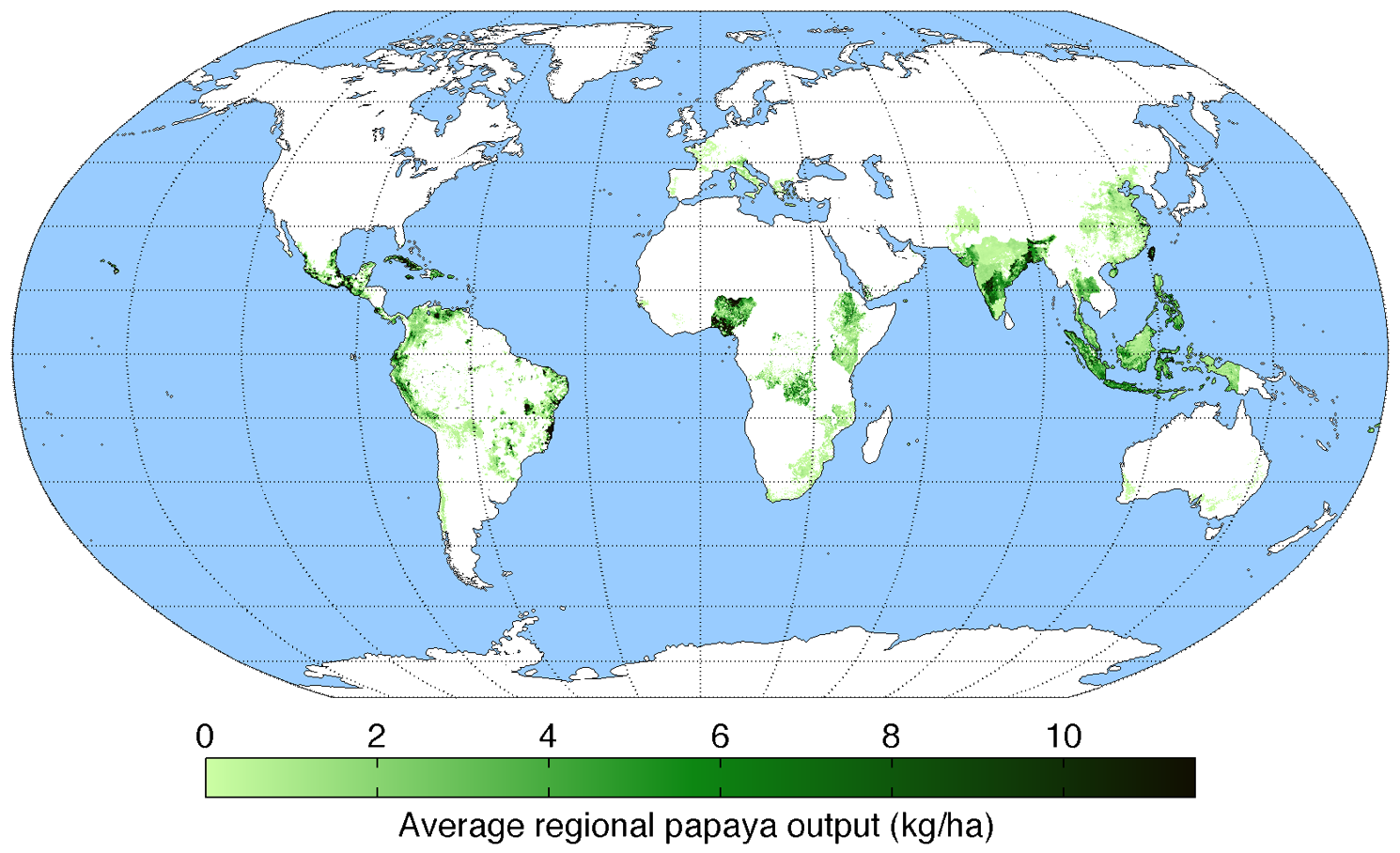
Bản đồ sản xuất đu đủ trên thế giới

### Động vật

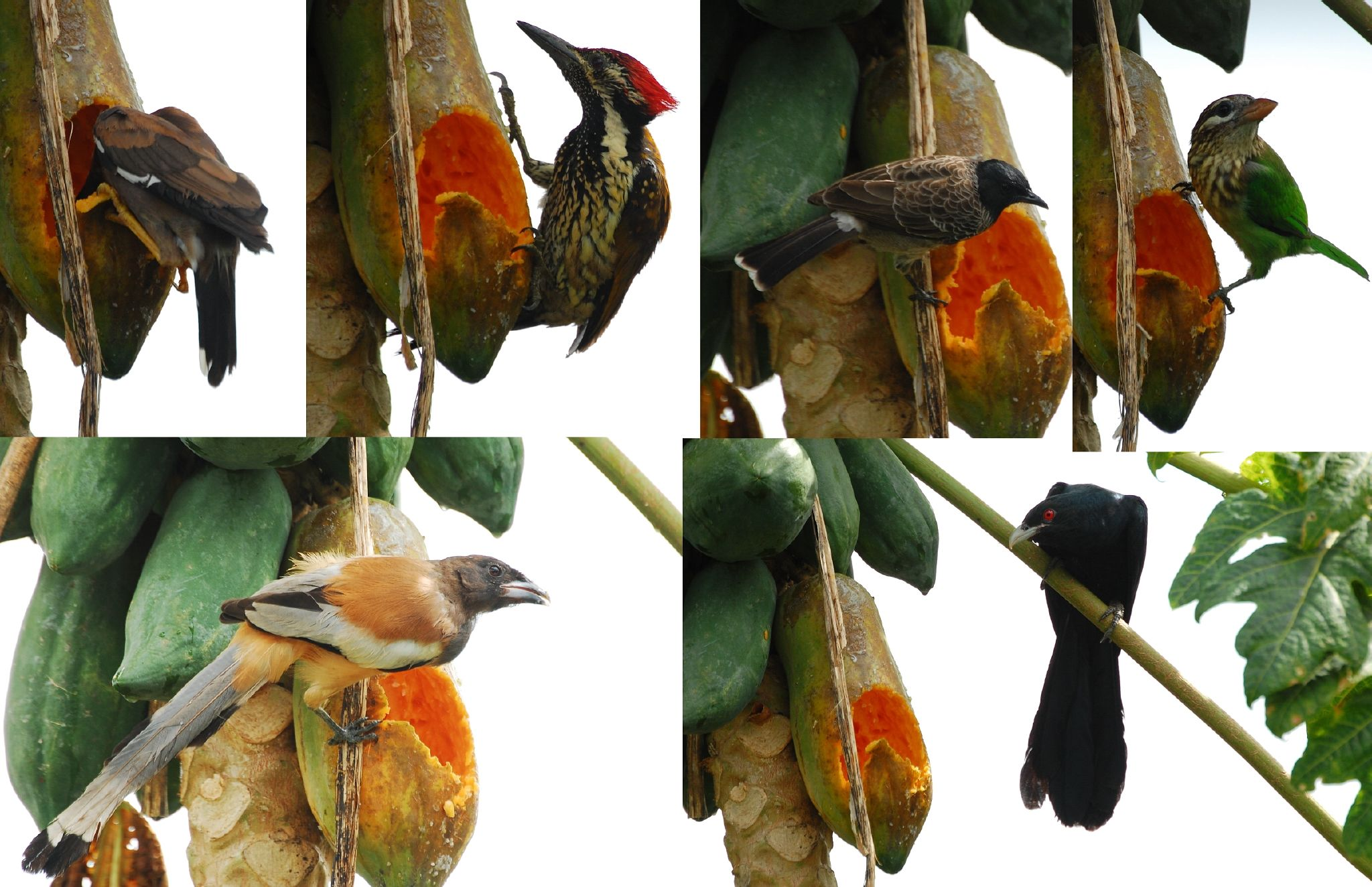
Các loài chim khác nhau đang ăn đu đủ.

## Sử dụng ẩm thực

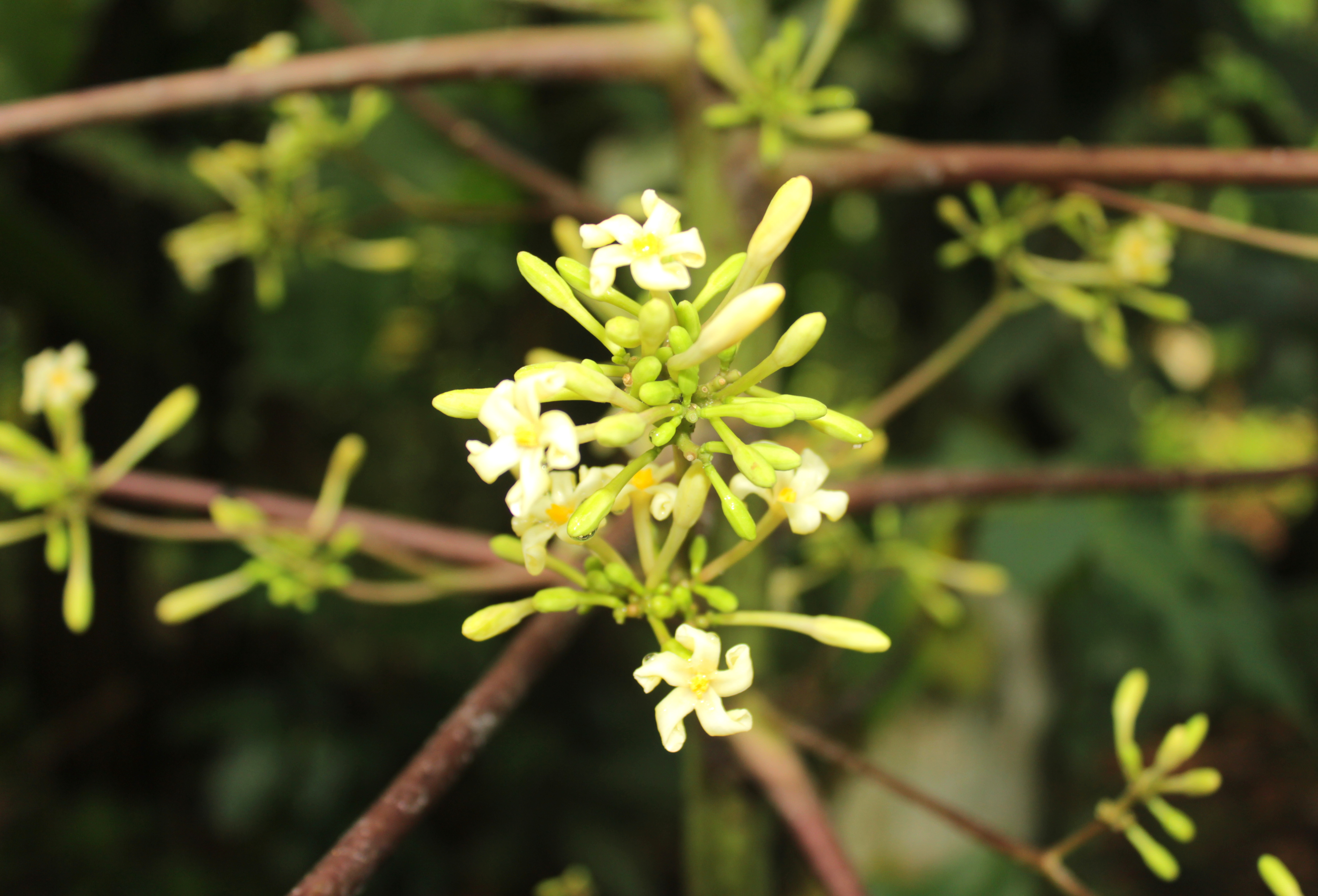
Hoa đu đủ đực.

### Ẩm thực Đông Nam Á

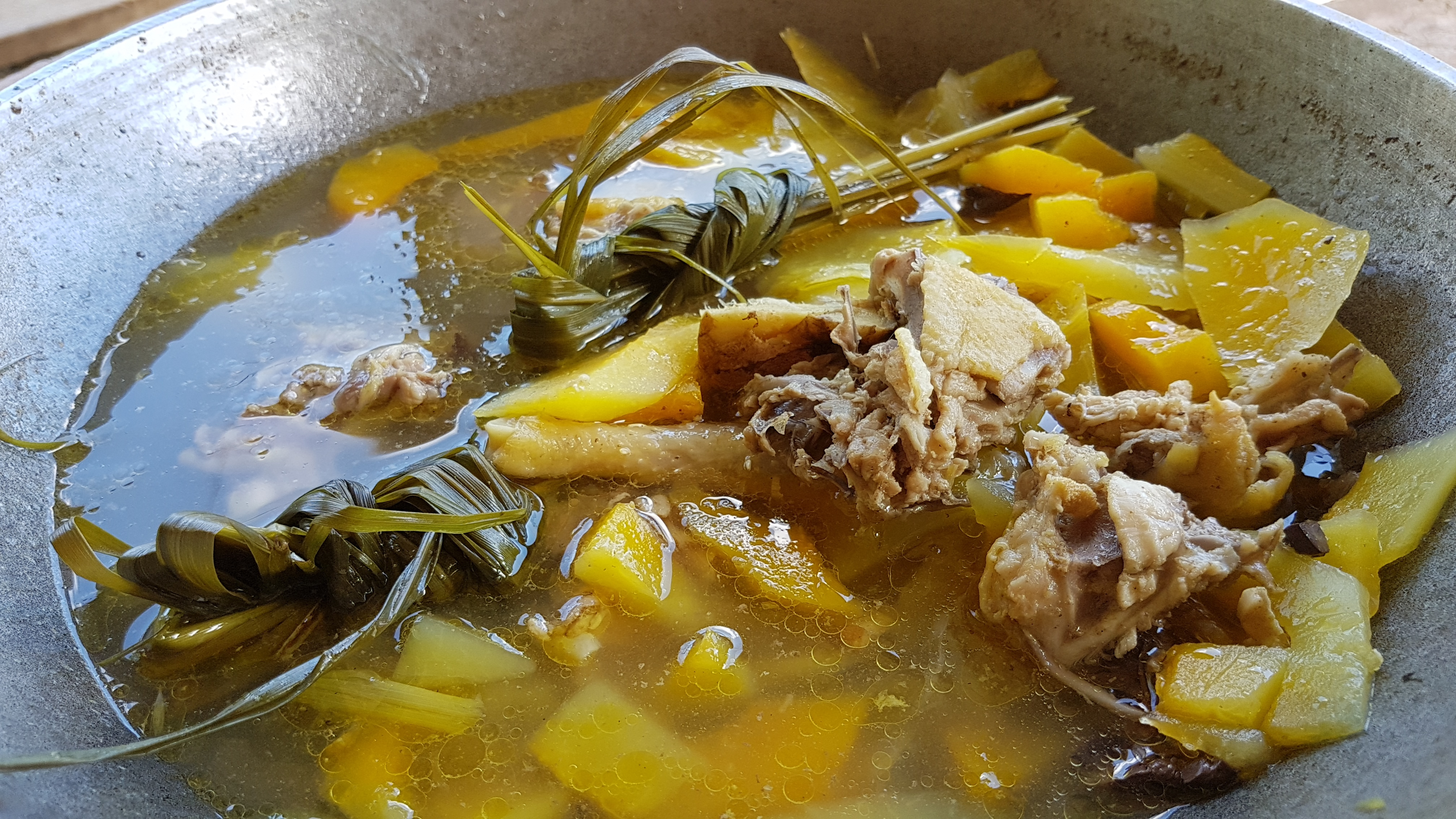
Đu đủ xanh là thành phần chính của món tinola truyền thống ở Philippines.

### Papain

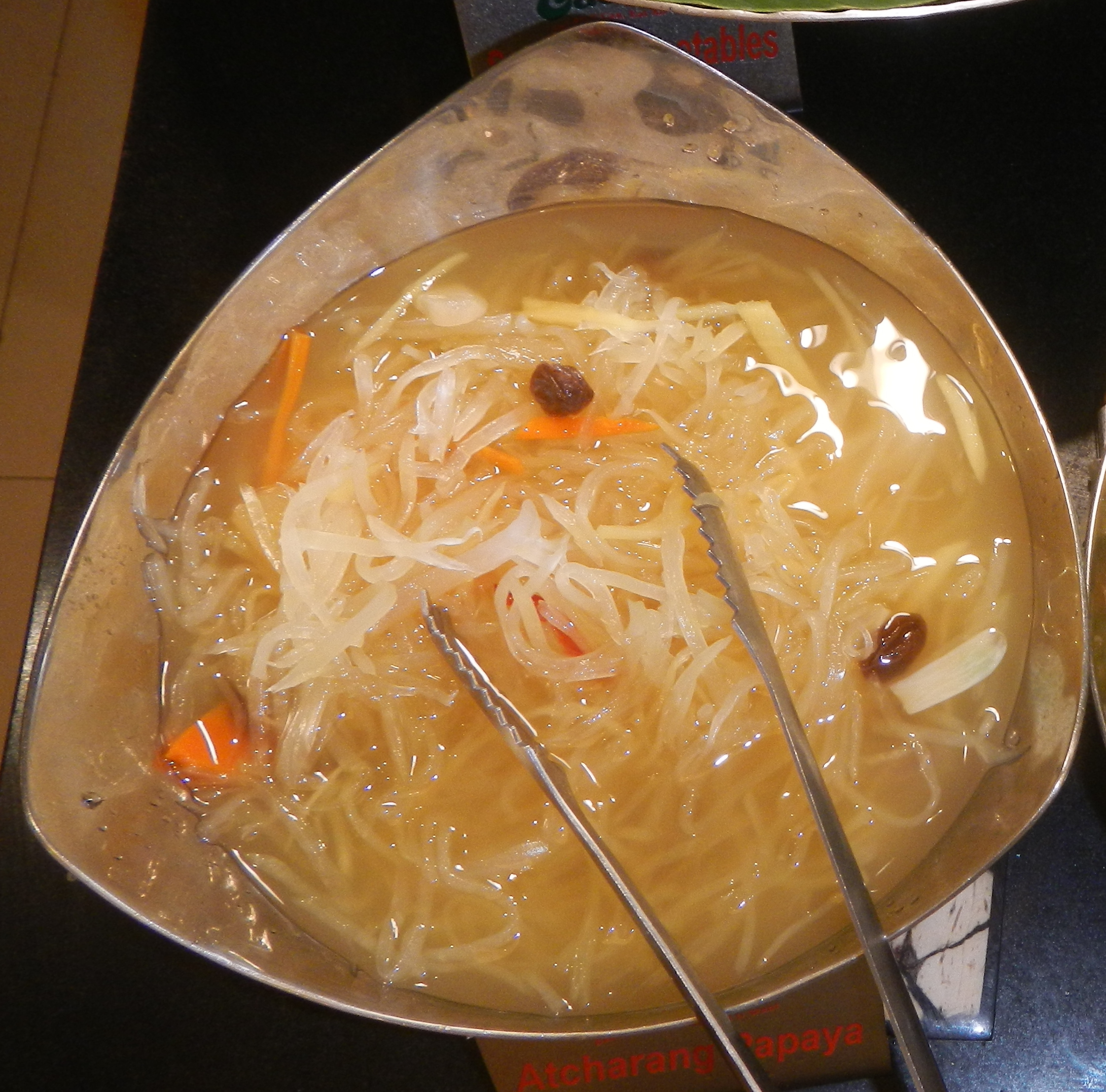
Atchara, món đu đủ xanh ngâm kiểu Philippines
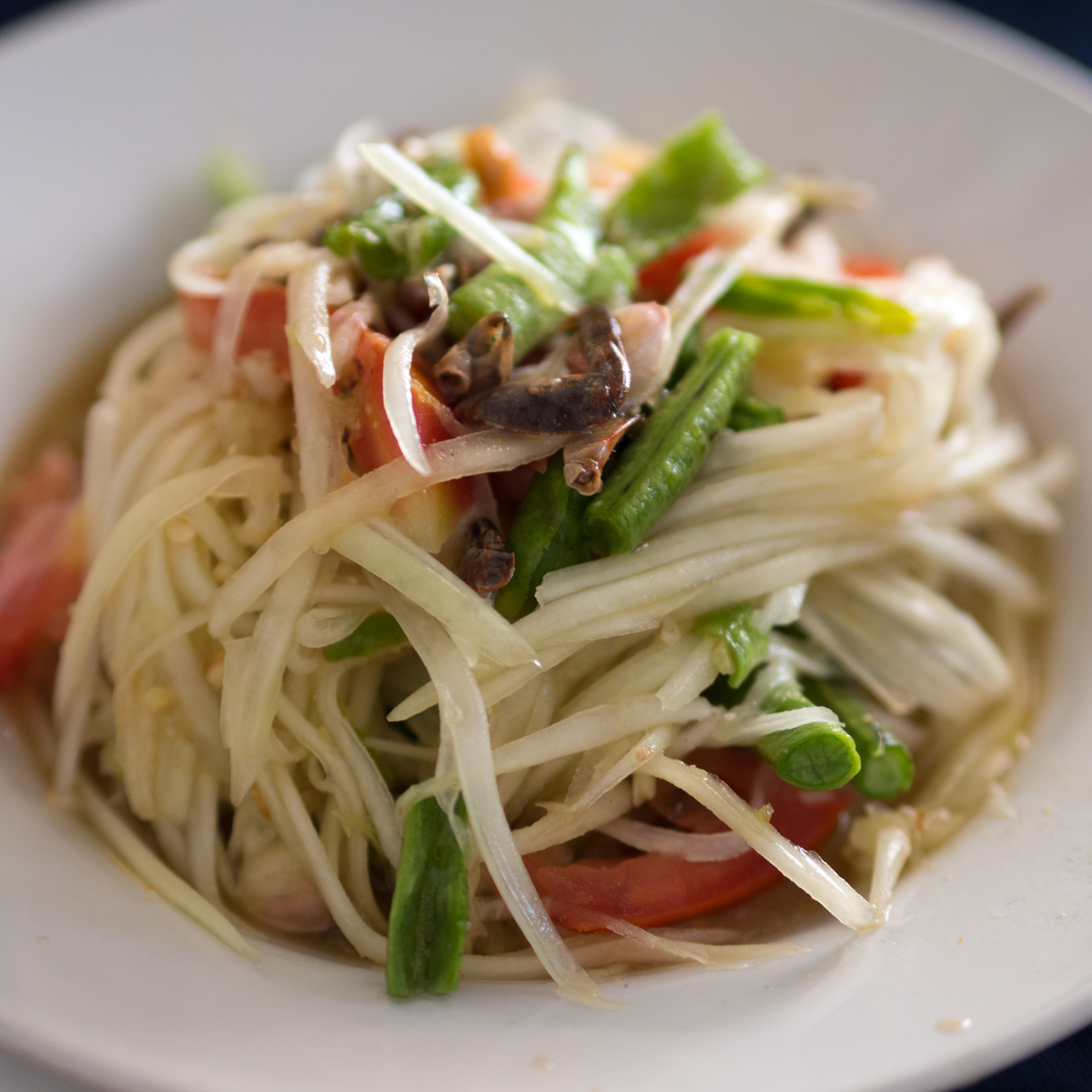
Som tam, món gỏi đu đủ xanh kiểu Thái
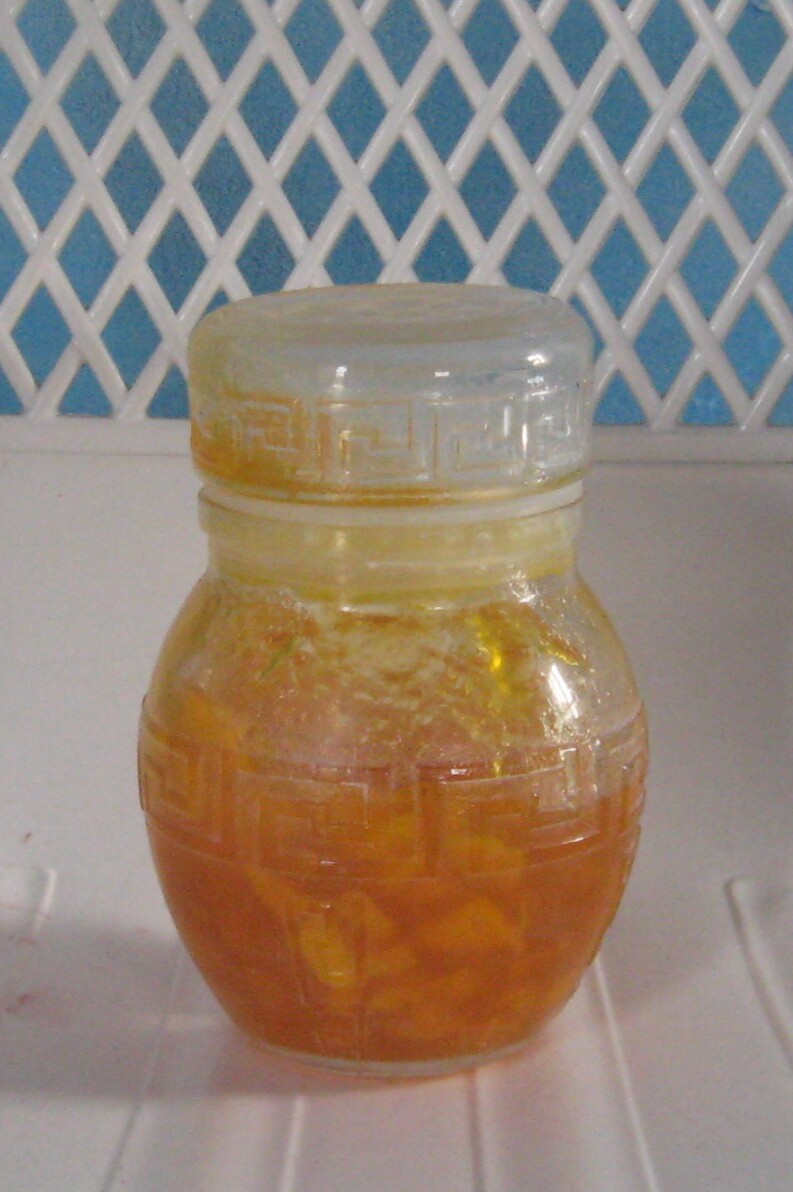
Mứt đu đủ từ Senegal
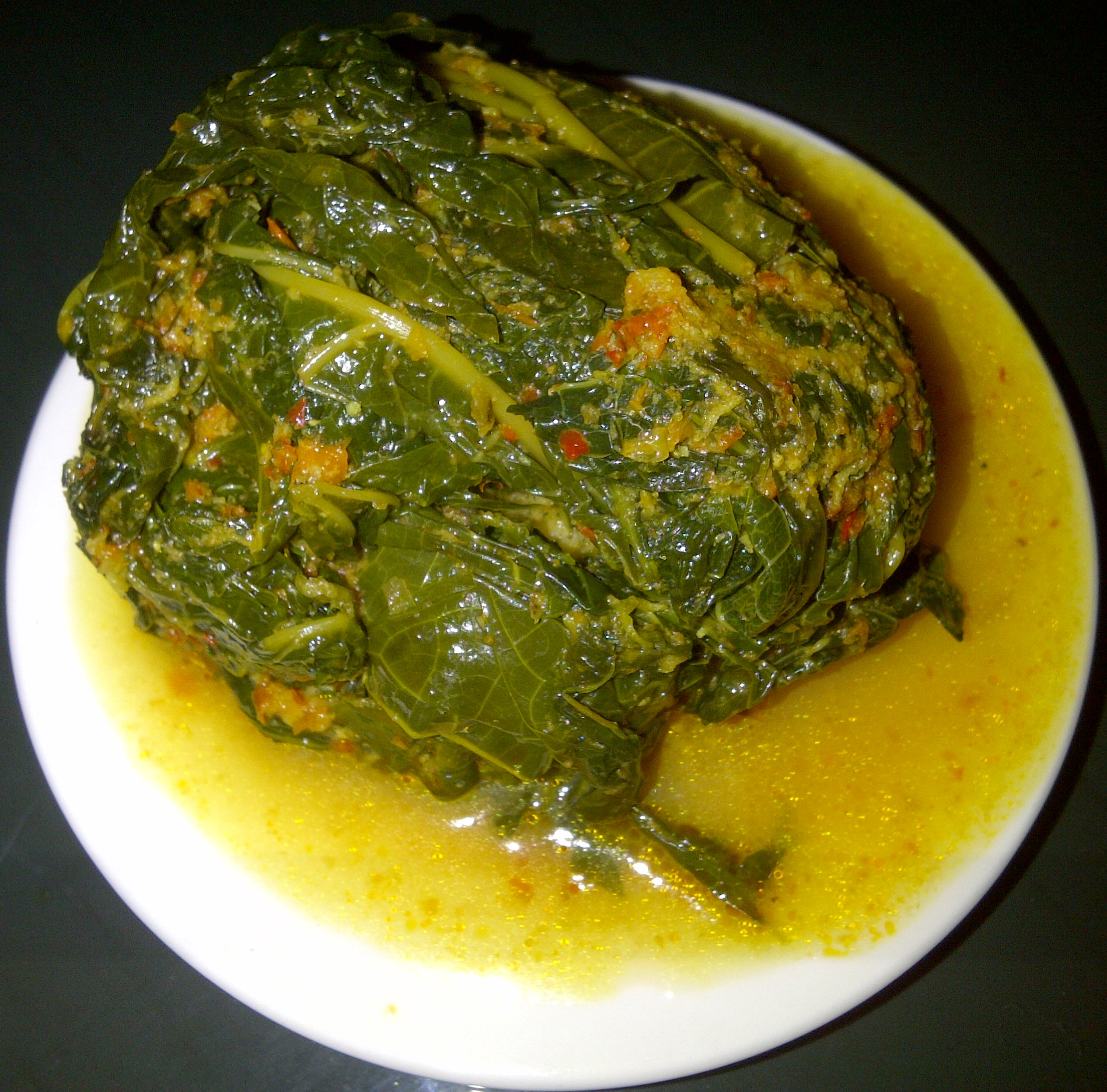
Buntil, món cá cơm Java được bọc trong lá đu đủ
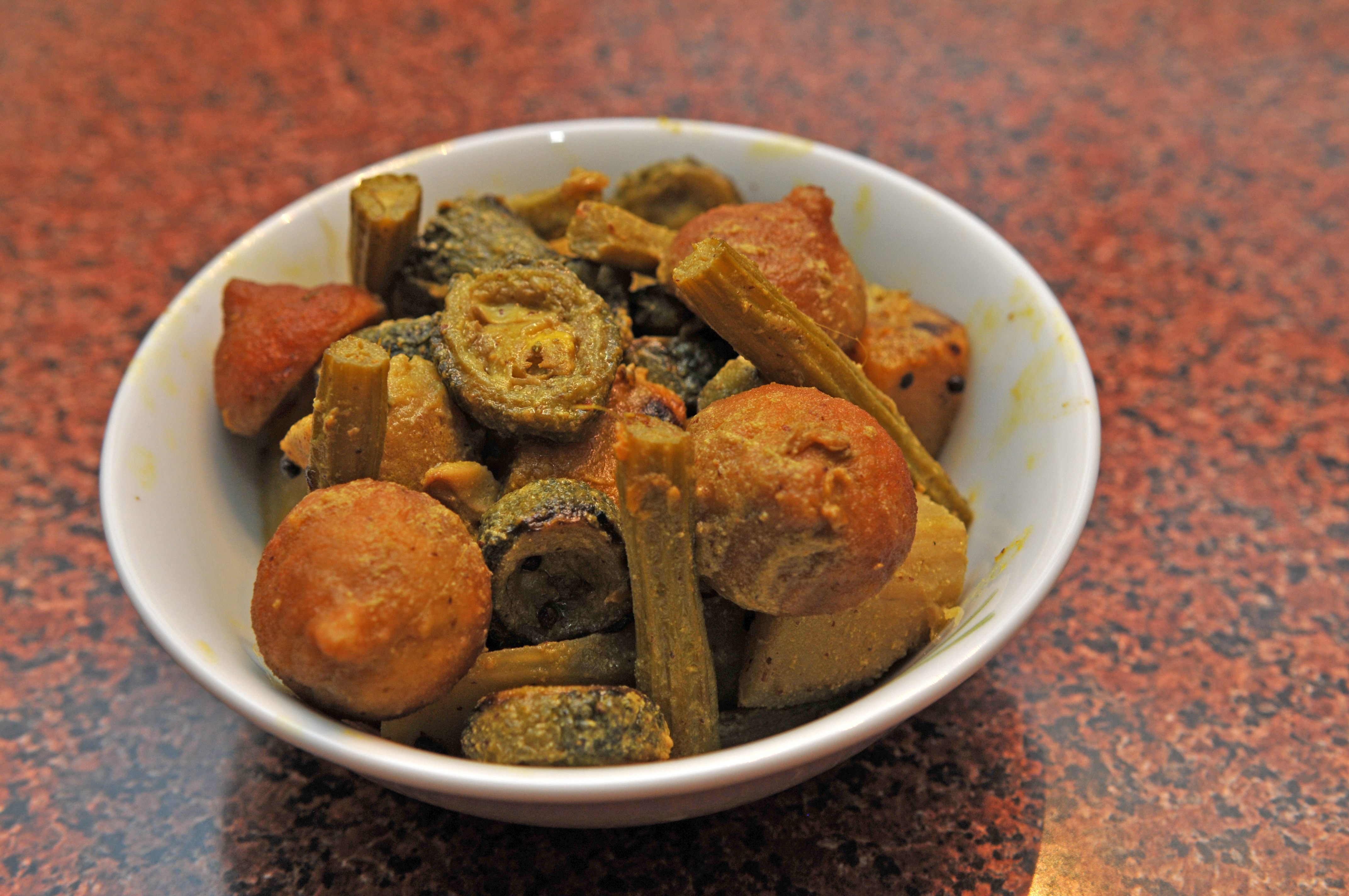
Món Sukto của Bangladesh với mướp đắng, chùm ngây, đu đủ, khoai tây và bí đỏ

## Một vài hình ảnh

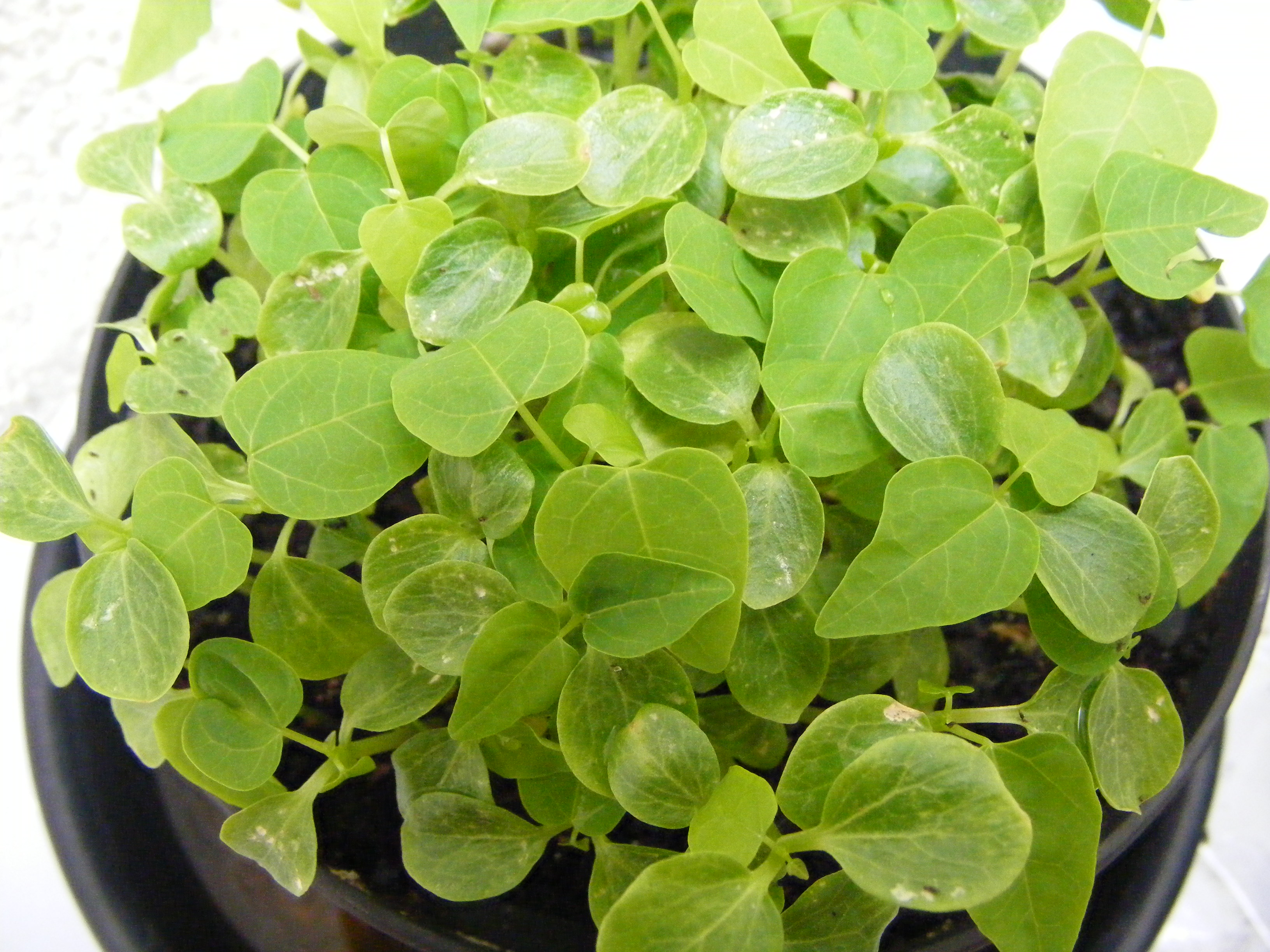
Cây non
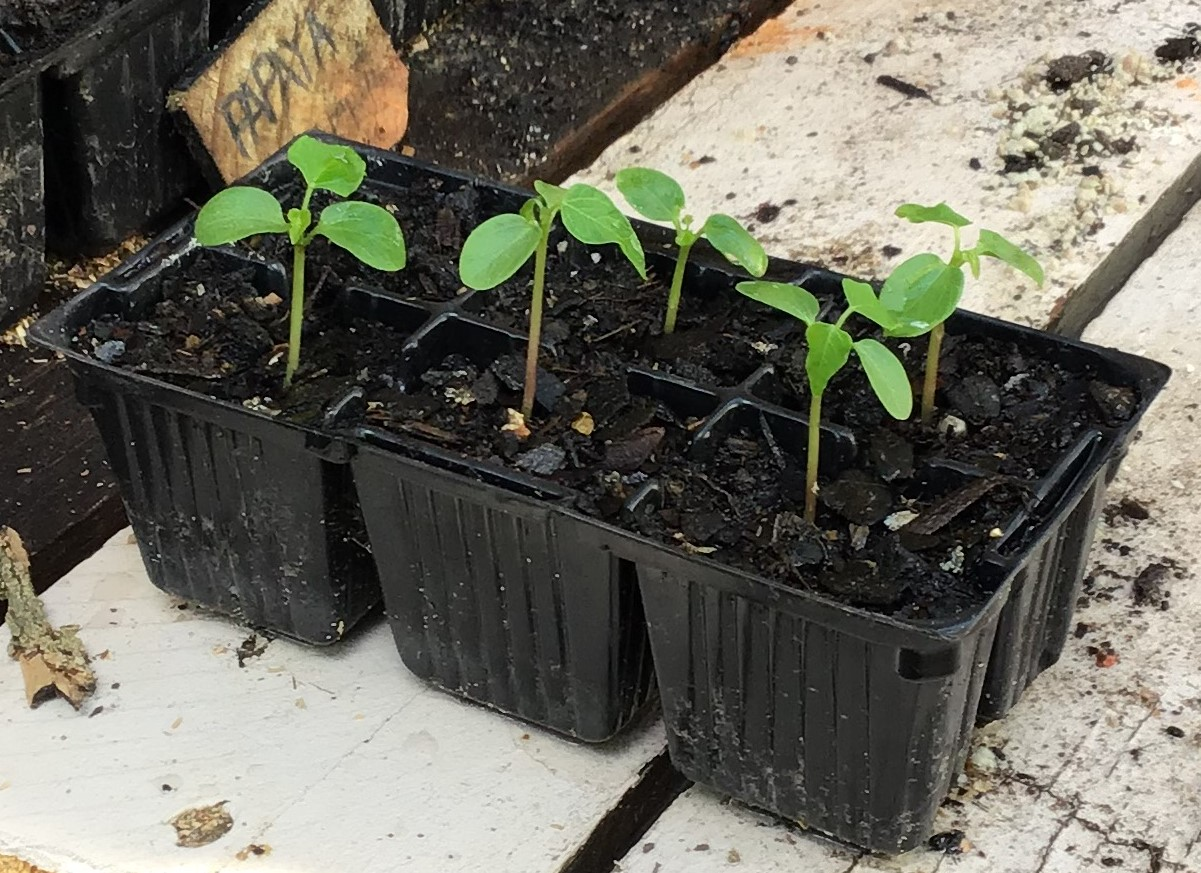
Cây 3 tuần tuổi
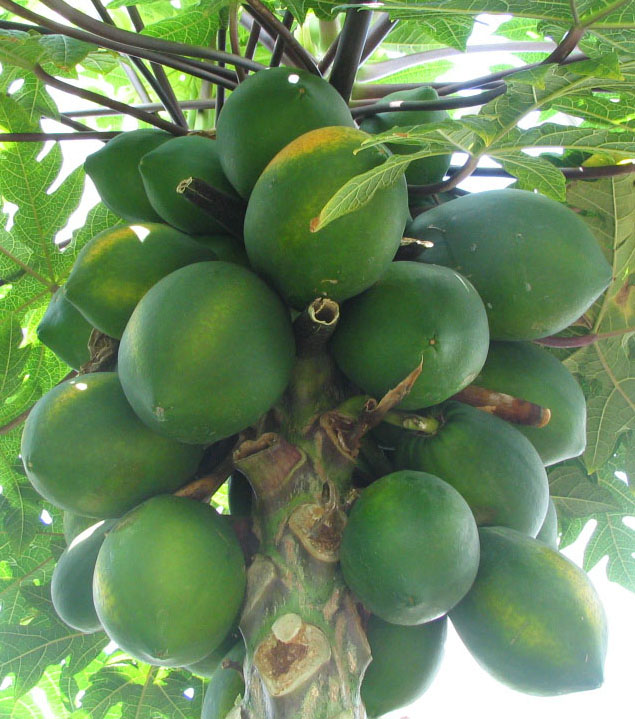
Thân với chùm quả xanh
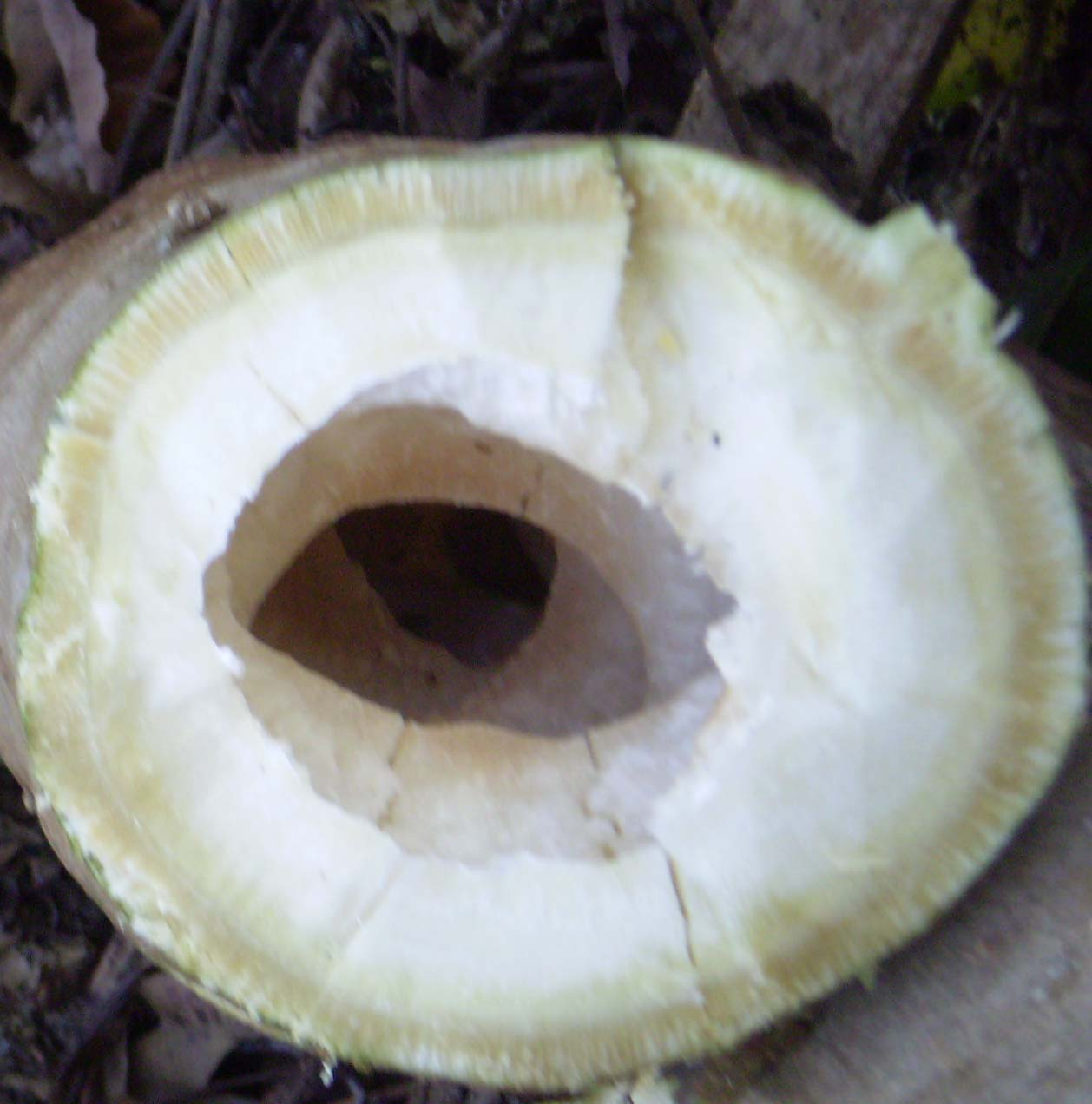
Mặt cắt ngang của thân cây đu đủ
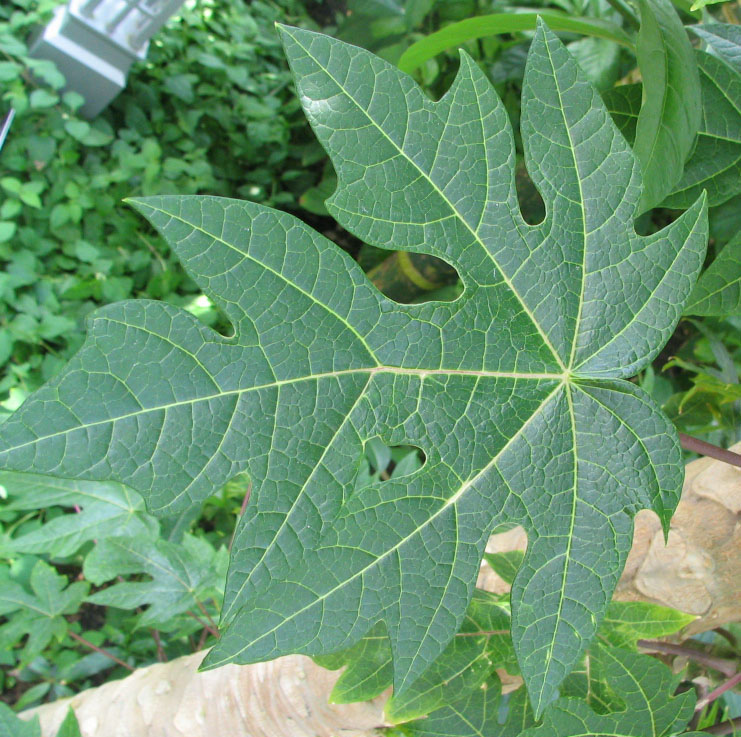
Lá đu đủ
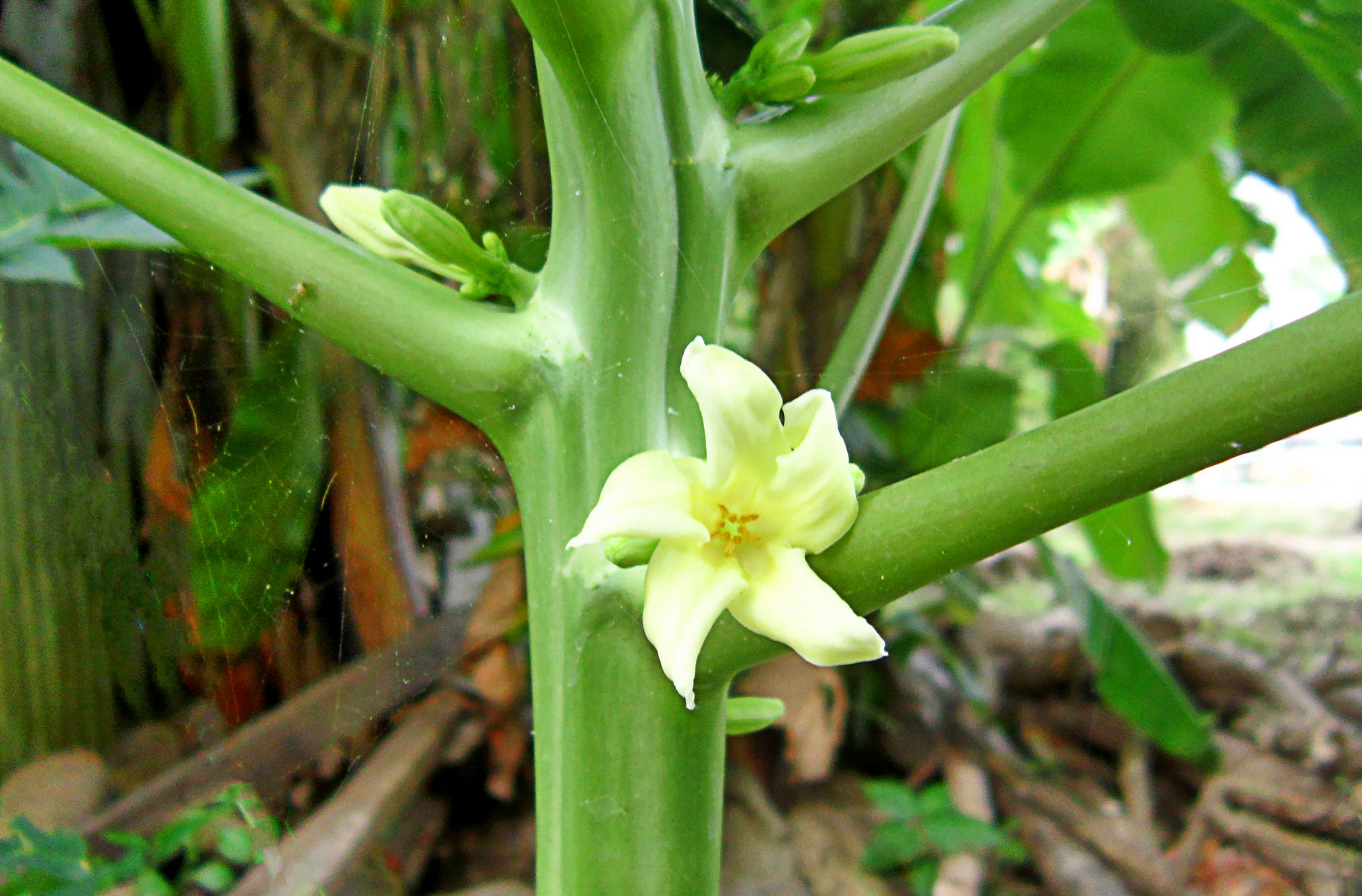
Hoa đu đủ
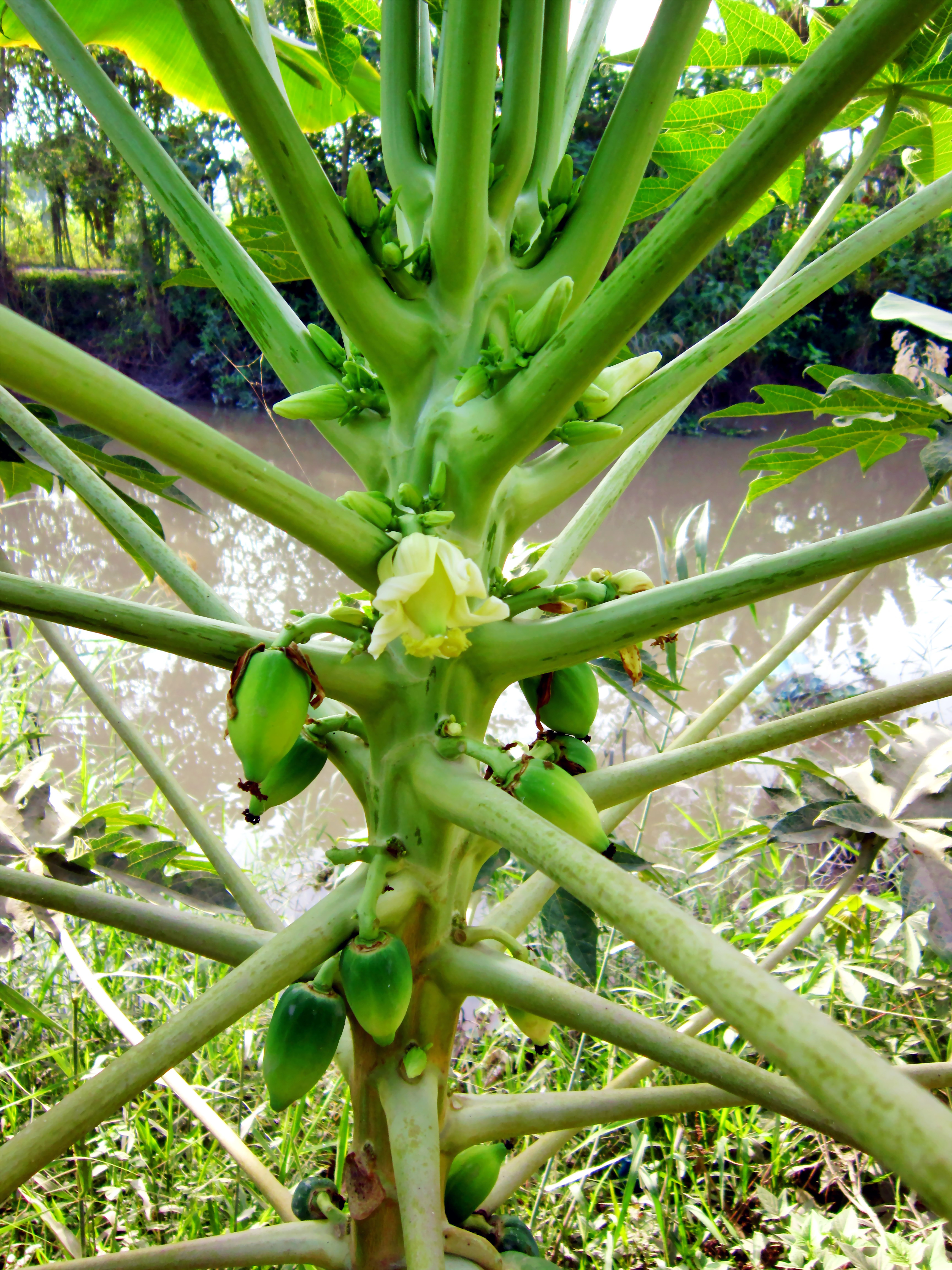
Hoa và trái non
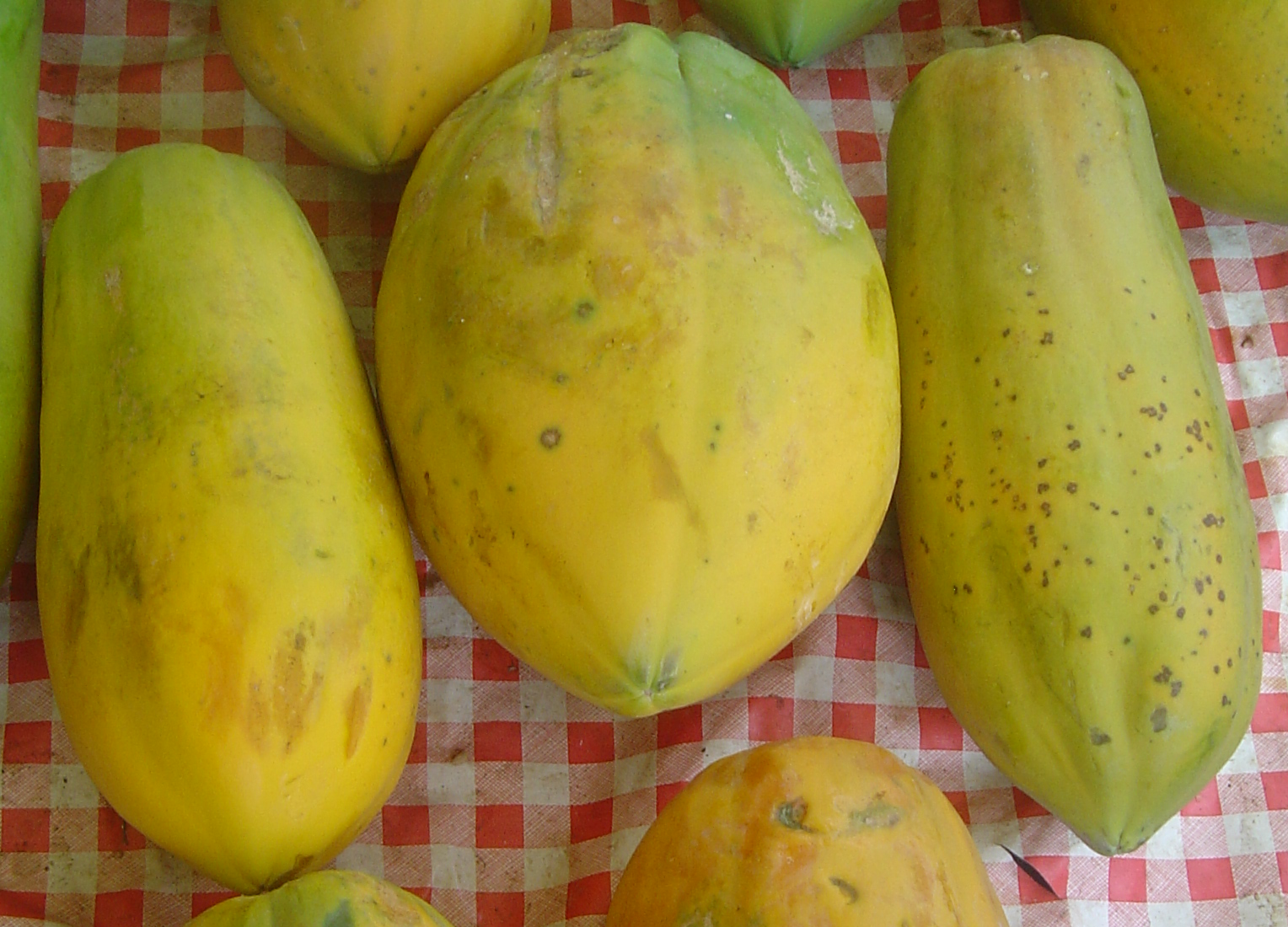
Quả đu đủ chín
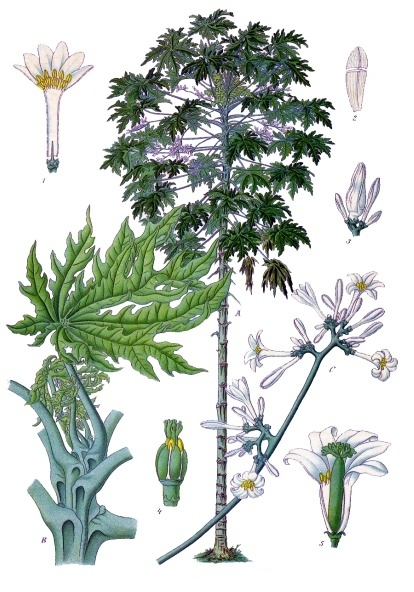
Cây và hoa, từ quyển Medicinal-Plants (1887) của Koehler
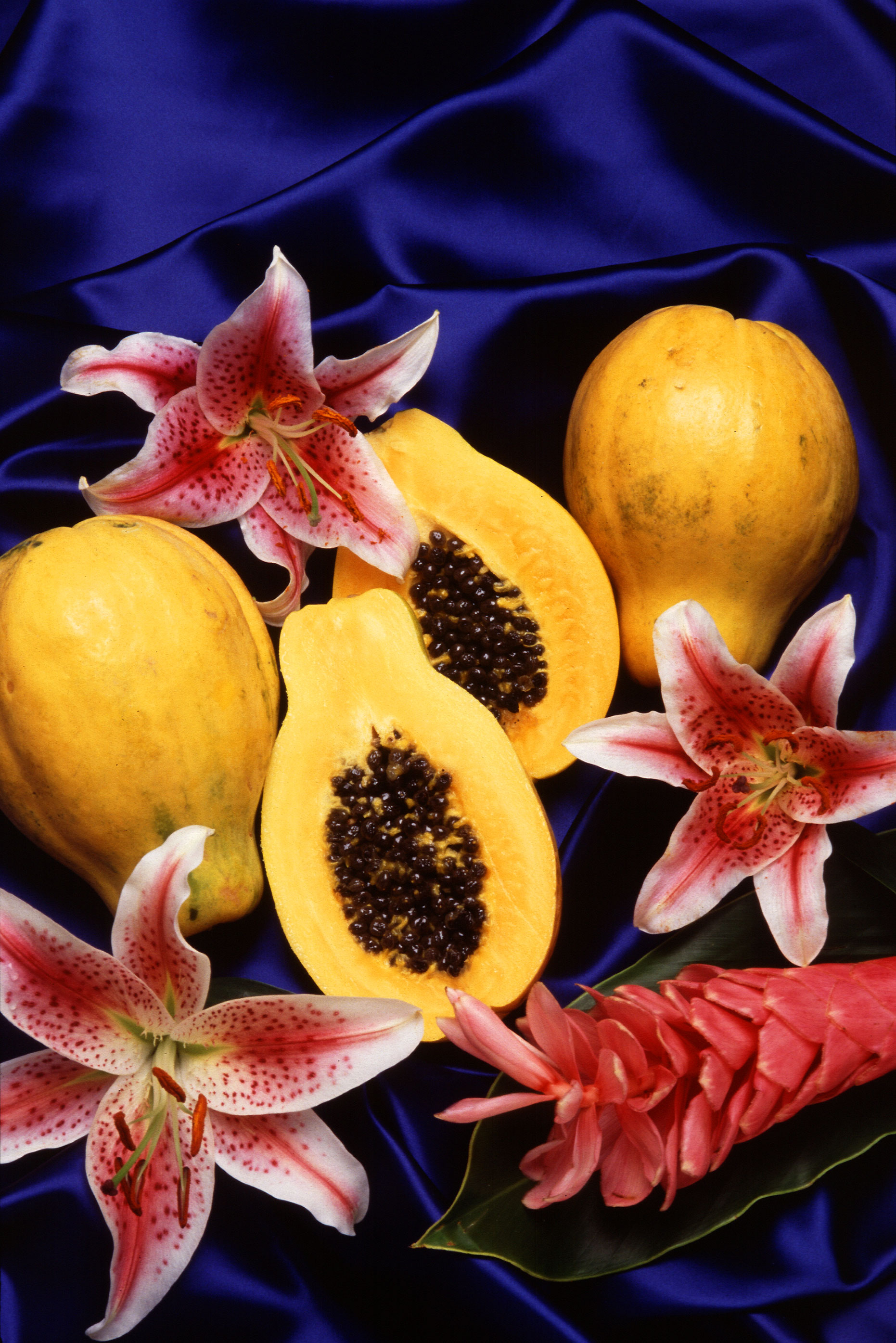
Đu đủ Hawaii (với hoa loa kèn và gừng)
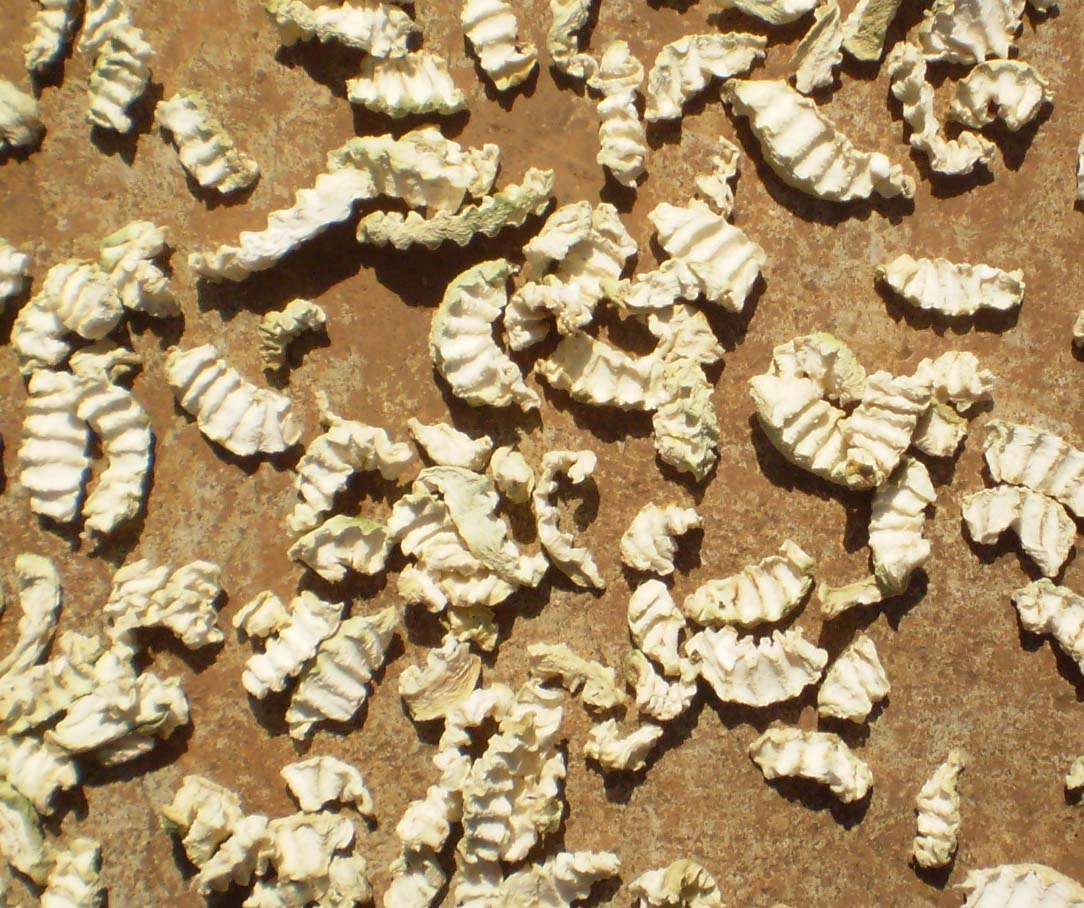
Đu đủ quả xanh được cắt ra phơi hơi khô, đem làm muối dưa
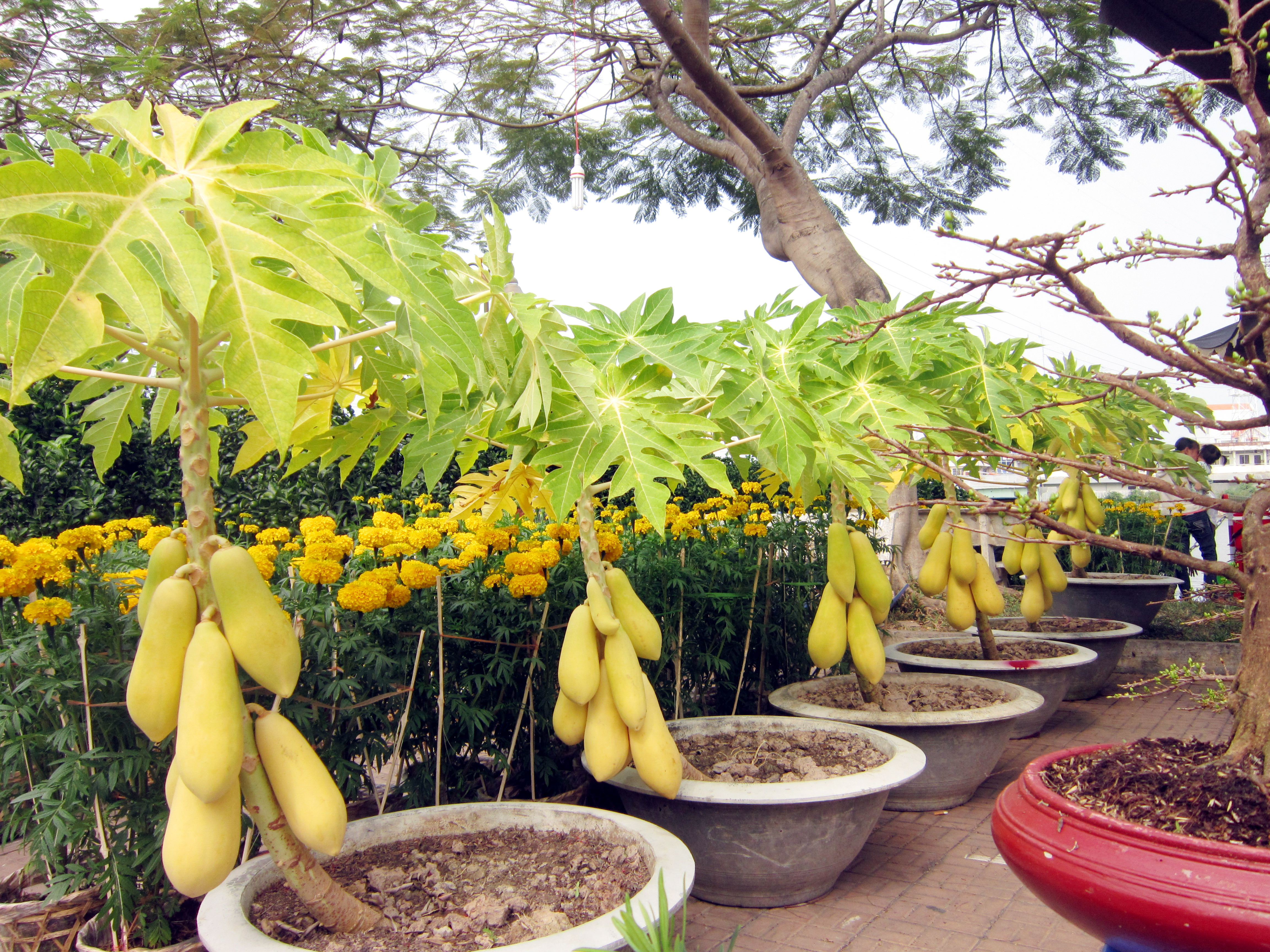
Đu đủ được nghệ nhân tạo thành cây cảnh